# 刘惠君
刘惠君（1931年10月—），女，汉族，四川乐山人，中华人民共和国政治人物，曾任中国致公党重庆市委员会主任委员，重庆市政协副主席，第九届全国政协委员。